# Amphinectomys savamis
Amphinectomys savamis (Maligyn, 1994) è un roditore della famiglia dei Cricetidi, unica specie del genere Amphinectomys (Maligyn, 1994), diffuso in America meridionale.

## Etimologia
Il nome del genere deriva dalla combinazione della parola greca αμφι-, il cui significato è "dubbio" o "incerto" e dal termine Nectomys, genere di roditori semi-acquatici al quale questa forma è imparentata. L'epiteto specifico, savamis è invece un acronimo derivato dall'unione delle iniziali dei collaboratori dello scopritore, ovvero S- per Sokolov, -av- per V.Aniskin, -am- per A.Milishnikov e -is per S.Isaev.

## Descrizione

### Dimensioni
Roditore di medie dimensioni, con la lunghezza della testa e del corpo tra 187 e 190 mm, la lunghezza della coda tra 173 e 206 mm, la lunghezza del piede tra 53 e 54 mm, la lunghezza delle orecchie di 24 mm e un peso fino a 225 g.

### Caratteristiche craniche e dentarie
Il cranio presenta una zona inter-orbitale ampia, le ossa nasali larghe e le creste sopra-orbitali poco sviluppate. Gli incisivi superiori sono ortodonti, ovvero con la punta rivolta verso il basso.
Sono caratterizzati dalla seguente formula dentaria:

### Aspetto
La pelliccia è molto soffice e densa. Le parti dorsali sono marroni, più scure sulla schiena e più chiare lungo i fianchi, mentre le parti ventrali sono bianco-grigiastre con la base dei peli più scura. Le vibrisse sono molto lunghe, scure e con la punta più chiara. Le orecchie sono prive di peli e marroni scure. Le zampe anteriori sono bianco-grigiastre, quelle posteriori sono bruno-grigiastre. Le dita dei piedi sono palmate, con le due estreme frangiate sul bordo esterno con dei corti peli chiari. La linea di demarcazione lungo i fianchi è netta. La coda è più lunga della testa e del corpo, è ricoperta di grosse scaglie grigio scure e con un piccolo ciuffo di peli marroni scuri all'estremità. Le femmine hanno quattro paia di mammelle. Il cariotipo è 2n=50 FN=66.

## Biologia

### Comportamento
È una specie parzialmente acquatica.

## Distribuzione e habitat
Questa specie è conosciuta soltanto in alcune località lungo il fiume Ucayali nel Dipartimento di Loreto, nel Perù nord-orientale e nell'Ecuador sud-orientale.
Vive lungo i corsi d'acqua all'interno di foreste primarie tra 200 e 300 metri di altitudine.

## Conservazione
La IUCN Red List, considerata l'assenza di informazioni recenti circa l'estensione del proprio areale, lo stato della popolazione e i requisiti ecologici, classifica A.savamis come specie con dati insufficienti (DD).